# Éric Génovèse
Éric Génovèse, né le 12 août 1967 à Nice (France) est un acteur et metteur en scène français, sociétaire de la Comédie-Française, ancien élève du Conservatoire national supérieur d'art dramatique dans les classes de Viviane Théophilidès, Pierre Vial, Madeleine Marion et Jean-Pierre Vincent.

## Biographie
Éric Génovèse naît le 12 août 1967 à Nice. Il découvre le théâtre à l’âge de 9 ans. Il entre à la Comédie-Française le 1er décembre 1993, et devient le 499e sociétaire de la troupe le 1er janvier 1998.

## Théâtre

### Comédie-Française

#### Comédien
- 1994 : Hamlet de William Shakespeare, mise en scène Georges Lavaudant, Salle Richelieu
- 1994 : Caligula d'Albert Camus, mise en scène Youssef Chahine, Salle Richelieu
- 1994 : L'Impromptu de Versailles et Les Précieuses ridicules de Molière, mise en scène Jean-Luc Boutté, TNP Villeurbanne, La Criée (DVD : Éditions Montparnasse)
- 1995 : Occupe-toi d'Amélie de Georges Feydeau, mise en scène Roger Planchon, Salle Richelieu
- 1995 : Hugo, un procès, adaptation et mise en scène Nicolas Lormeau, théâtre du Vieux-Colombier
- 1995 : Phèdre de Racine, mise en scène Anne Delbée, Salle Richelieu
- 1996 : Mithridate de Racine, mise en scène Daniel Mesguich, théâtre du Vieux-Colombier
- 1996 : Tite et Bérénice de Corneille, mise en scène Patrick Guinand, théâtre du Vieux-Colombier
- 1996 : Clitandre de Corneille, mise en scène Muriel Mayette, Salle Richelieu
- 1997 : Jacques ou la soumission de Eugène Ionesco, mise en scène Simon Eine,
- 1997 : L'Entretien de M. Descartes avec M. Pascal le jeune de Jean-Claude Brisville, mise en scène Yves Gasc, théâtre du Vieux-Colombier
- 1998 : Mère Courage et ses enfants de Bertolt Brecht, mise en scène Jorge Lavelli, Salle Richelieu
- 1998 : La Tempête de William Shakespeare, mise en scène Daniel Mesguich, Salle Richelieu
- 1998 : Agatha de Marguerite Duras, mise en scène Alison Hornus
- 1999 : Le Mariage forcé de Molière, mise en scène Andrzej Seweryn, Salle Richelieu (DVD : Éditions Montparnasse)
- 1999 : Andromaque de Racine, mise en scène Daniel Mesguich, théâtre du Vieux-Colombier
- 2000 : L'Avare de Molière, mise en scène Andrei Serban, Salle Richelieu (DVD : Éditions Montparnasse)
- 2000 : Le Bourgeois gentilhomme de Molière, mise en scène Jean-Louis Benoît, Salle Richelieu (DVD : Éditions Montparnasse)
- 2001 : Une visite inopportune de Copi, mise en scène Lukas Hemleb,
- 2002 : Un jour de légende - Les Temps modernes de Victor Hugo d'après La Légende des siècles, poèmes lus à plusieurs voix, Salle Richelieu
- 2002 : Amphitryon de Molière, mise en scène Anatoli Vassiliev, Salle Richelieu (DVD: Éditions Montparnasse)
- 2002 : Une visite inopportune de Copi, mise en scène Lukas Hemleb, théâtre du Vieux-Colombier (TV : France 3)
- 2003 : Homebody/Kabul de Tony Kushner, mise en scène Jorge Lavelli, théâtre du Vieux-Colombier
- 2004 : Fables de La Fontaine, mise en scène Bob Wilson, Salle Richelieu  (DVD : Éditions Montparnasse)
- 2005 : Embrasser les ombres de Lars Norén, mise en scène Joël Jouanneau, théâtre du Vieux-Colombier
- 2005 : Tartuffe de Molière, mise en scène Marcel Bozonnet, Salle Richelieu
- 2005 : Fables de La Fontaine, mise en scène Bob Wilson, Salle Richelieu
- 2006 : Cyrano de Bergerac d'Edmond Rostand, mise en scène Denis Podalydès, Salle Richelieu
- 2007 : Le Misanthrope de Molière, mise en scène Lukas Hemleb, Salle Richelieu
- 2007 : Cyrano de Bergerac d'Edmond Rostand, mise en scène Denis Podalydès, Salle Richelieu
- 2008 : Le Misanthrope de Molière, mise en scène Lukas Hemleb, Salle Richelieu
- 2008 : Cyrano de Bergerac d'Edmond Rostand, mise en scène Denis Podalydès, Salle Richelieu
- 2009 : La Grande Magie"de Eduardo De Filippo, mise en scène Dan Jemmett, Salle Richelieu
- 2010 : Les Naufragés de Guy Zilberstein, mise en scène Anne Kessler, théâtre du Vieux-Colombier
- 2010 : Cyrano de Bergerac d'Edmond Rostand, mise en scène Denis Podalydès, Salle Richelieu
- 2010 : La Grande Magie d'Eduardo De Filippo, mise en scène Dan Jemmett, Salle Richelieu (TV : Arte & DVD : Éditions Montparnasse)
- 2011 : La Pluie d'été de Marguerite Duras, mise en scène Emmanuel Daumas, théâtre du Vieux-Colombier
- 2012 : Peer Gynt de Henrik Ibsen, mise en scène Éric Ruf, Grand Palais
- 2012 : Les Inestimables Chroniques du bon géant Gargantua d'après François Rabelais, musique Jean Françaix, avec le Paris Mozart Orchestra sous la direction de Claire Gibault, Salle Richelieu
- 2012-2013 : La Place royale de Pierre Corneille, mise en scène Anne-Laure Liégeois, théâtre du Vieux-Colombier
- 2013 : Phèdre de Racine, mise en scène Michael Marmarinos, Salle Richelieu
- 2013 : Les Trois Sœurs d'Anton Tchekhov, mise en scène Alain Françon, Salle Richelieu
- 2013 : Cyrano de Bergerac d'Edmond Rostand, mise en scène Denis Podalydès, Salle Richelieu
- 2013 : L'Anniversaire d'Harold Pinter, mise en scène Claude Mouriéras, théâtre du Vieux-Colombier
- 2014 : Cabaret Brassens, mise en scène Thierry Hancisse,
- 2014 : Lucrèce Borgia de Victor Hugo, mise en scène Denis Podalydès, Salle Richelieu
- 2014 : Phèdre de Racine, mise en scène Michael Marmarinos, Salle Richelieu
- 2014 : La Double Inconstance de Marivaux, mise en scène Anne Kessler, Salle Richelieu
- 2014 : Le Misanthrope de Molière, mise en scène Clément Hervieu-Léger, Salle Richelieu
- 2015 : Lucrèce Borgia de Victor Hugo, mise en scène Denis Podalydès, Salle Richelieu
- 2015 : Le Misanthrope de Molière, mise en scène Clément Hervieu-Léger, Salle Richelieu
- 2015 : La Double inconstance de Marivaux, mise en scène Anne Kessler, Salle Richelieu
- 2016 : Lucrece Borgia de Victor Hugo, mise en scène Denis Podalydès, Salle Richelieu
- 2016 : La Mer d'Edward Bond, mise en scène Alain Françon, Salle Richelieu
- 2016-2017 : Les Damnés d'après Luchino Visconti (adaptation), mise en scène Ivo van Hove, Festival d'Avignon, puis Salle Richelieu
- 2016-2017: Le Misanthrope de Molière mise en scène Clément Hervieu-Léger, Salle Richelieu
- 2017 : Bérénice de Jean Racine : Titus
- 2017: La Règle du jeu de Jean Renoir adaptation et mise en scène de Christiane Jatahy, Salle Richelieu
- 2017-2018: La Résistible Ascension d'Arturo Ui de Bertolt Brecht, mise en scène de Katharina Thalbach, Salle Richelieu
- 2018: L'Éveil du printemps de Frank Wedekind, mise en Scène de Clément Hervieu-Léger , Salle Richelieu
- 2018 : Les Damnés, mise en scène Ivo van Hove, tournée Park Avenue Armory , New York, USA
- 2018 : L'Heureux Stratagème de Marivaux, mise en scène Emmanuel Daumas, Théâtre du Vieux-Colombier
- 2019 : Les Oubliés de et mise en scène Julie Bertin et Jade Herbulot, Théâtre du Vieux-Colombier
- 2019 : Electre\Oreste de Euripide, mise en scène de Ivo van Hove, Salle Richelieu et Epidaure, Grece
- 2019 : Les Damnés, mise en scène Ivo van Hove, tournée Barbican Centre, Londres (Royaume-Uni) puis Het Toneelhuis ion Anvers (Belgique)
- 2020 : Le Côté de Guermantes de Marcel Proust, adaptation et mise en scène Christophe Honoré, théâtre Marigny
- 2021: La Cerisaie de Anton Tchekhov mise en scène de Clément Hervieu-Léger , Salle Richelieu
- 2022 : Le Misanthrope de Molière, mise en scène Clément Hervieu-Léger, Salle Richelieu
- 2022 : Le Roi Lear de William Shakespeare, mise en scène Thomas Ostermeier, Salle Richelieu
- 2024 : Trois fois Ulysse de Claudine Galea , mise en scène  Laetitia Guédon , Théâtre du Vieux-Colombier
- 2024 : Hécube, pas Hécube de Tiago Rodrigues, mise en scène de l'auteur, festival d'Avignon (production Comédie-Française) Sanctuaire d'Asclépios et théâtre d'Épidaure ( Grèce ) , Tournée 2024/2025 : Tchéquie , Slovaquie, Serbie , Slovénie, Turquie , France , Suisse , Espagne, Portugal, Belgique, Luxembourg .
- 2025 : La Cerisaie de Anton Tchekhov , Salle Richelieu mise en scène : Clément Hervieu-Léger
- 2025 : Hécube, pas Hécube de et mis en scène par Tiago Rodrigues , création Salle Richelieu , Comédie-Française .

#### Mises en scène
- 2004 : Le Privilège des chemins de Fernando Pessoa, Studio-Théâtre
- 2012 : Erzuli Dahomey, déesse de l'amour de Jean-René Lemoine, théâtre du Vieux-Colombier

### Hors Comédie-Française

#### Théâtre et opéra et musique
- 1989 : L'Indigent de Louis-Sébastien Mercier, mise en scène Claire-Ingrid Cottanceau
- 1989 : Désert Désert de Jean-Pierre Renault, lecture dirigée par Philippe Ripoll, Petit-Odéon
- 1991 : Oreste de Vittorio Alfieri, mise en scène Madeleine Marion, Conservatoire national supérieur d'art dramatique
- 1991 : Les Chants du silence rouge de Claudine Galéa, lecture dirigée par Pierre Vial, Petit-Odéon
- 1991 : Pour Jean Audureau, portrait, mise en scène Pierre Vial, Festival d'Avignon
- 1991 : Porcherie de Pier Paolo Pasolini, lecture dirigée par Stanislas Nordey, théâtre Gérard-Philipe
- 1991 : Bêtes de style de Pier Paolo Pasolini, mise en scène Stanislas Nordey, théâtre Gérard-Philipe
- 1992 : La Place royale de Corneille, mise en scène Brigitte Jaques, théâtre de la Commune
- 1992 : La Mort de Pompée de Corneille, mise en scène Brigitte Jaques, théâtre de la Commune
- 1993 : Félicité de Jean Audureau, mise en espace Pierre Vial, avec Denise Gence, Centre Georges-Pompidou, (lecture pour le dixième anniversaire de la création de la pièce)
- 1993 : L'Échange de Paul Claudel, mise en scène Darius Peyamiras, Comédie de Genève
- 1994 : La Lève de Jean Audureau, mise en scène Pierre Vial, théâtre de la Commune
- 2002 : Le Roi David d'Arthur Honegger, direction Jean Mislin, Kursaal de Besançon
- 2002 : L'Enlèvement au Sérail de Mozart, Ensemble orchestral de Paris, direction John Nelson, théâtre des Champs-Élysées
- 2003 : L'Histoire du soldat d'Igor Stravinsky, direction : Gordan Nikolitch, Orchestre national d'Île-de-France, salle Gaveau, tournée
- 2003 : Lélio ou le Retour à la vie de Hector Berlioz, mise en scène Michal Znanieski, direction John Nelson, Opéra de Rome
- 2004 : Le Martyre de saint Sébastien de Claude Debussy, direction Emmanuel Krivine, Orchestre philharmonique du Luxembourg
- 2004 : Le Serment d'Alexandre Tansman, direction Alain Altinoglu, Orchestre philharmonique de Radio France
- 2004 : Pierre et le Loup de Sergueï Prokofiev, Orchestre philharmonique de Nancy et de Lorraine, Nancy
- 2005 : L'Histoire de Babar de Francis Poulenc, Opéra national de Lorraine , direction : Fabien Gabel
- 2006 : Le Roi David d'Arthur Honegger, direction Patrick Marie Aubert, théâtre du Capitole de Toulouse
- 2009 : Hydrogen Jukebox de Allen Ginsberg et Philip Glass, mise en scène Joël Jouanneau, Angers-Nantes Opéra
- 2009 : Peer Gynt de Edvard Grieg, Orchestre national de France, direction Kurt Masur, théâtre des Champs-Élysées
- 2009 : Die Schöne Maguelone de Johannes Brahms, avec Matthias Goerne et Andreas Haefliger, théâtre des Champs-Élysées
- 2010 : The Young Person's Guide to the Orchestra de Benjamin Britten, direction Luciano Acocella, Orchestre national de France, théâtre des Champs-Élysées
- 2010 : Les Fables de La Fontaine de Vladimir Cosma, Orchestre national de France, direction : Vladimir Cosma, théâtre des Champs-Élysées
- 2011 : Le Roi David d'Arthur Honegger, direction: Pascal Rophé, Orchestre symphonique de la radio-télévision irlandaise, National Concert Hall,Dublin Irlande
- 2011 : Années de pèlerinage de Franz Liszt, avec Mūza Rubackytė, Opéra de Paris Amphithéâtre Bastille
- 2012 : Jeanne d'Arc au bûcher de Paul Claudel, musique d'Arthur Honegger, Orchestre international saito kinen (Saito Kinen Orchestra), Seiji Ozawa Matsumoto Festival ,Matsumoto (Nagano)(Japon) - (Frère Dominique)
- 2015 : Jeanne d'Arc au bûcher de Paul Claudel et Arthur Honegger, Halle aux Grains de Toulouse, Orchestre National du Capitole de Toulouse, Philharmonie de Paris, Orchestre de Paris, direction : Kazuki Yamada - (frère Dominique)
- 2015 : La Machine de Trurl de Pascal Zavaro (Le Récitant), Orchestre National de France, direction : Jean Deroyer, Auditorium de Radio France
- 2015 : Jeanne d'Arc au bûcher de Paul Claudel et Arthur Honegger, New York Philharmonic Orchestra, direction : Alan Gilbert, Avery Fisher Hall, New York (USA) - (frère Dominique)
- 2017 : Les inestimables chroniques du bon géant Gargantua de Jean Françaix (récitant), Paris Mozart Orchestra , direction: Claire Gibault , La Seine Musicale
- 2020 : Le Martyre de saint Sébastien de Claude Debussy, direction: Alain Altinoglu, orchestre symphonique national du Danemark (DNSO),salle symphonique de Copenhague (DR Konzethuset),Copenhague, Danemark
- 2021 : Les Troyens à Carthage (Prologue) d'Hector Berlioz (le Rapsode) direction : François-Xavier Roth, Les Siècles, Festival Berlioz
- 2021 : Lélio ou le Retour à la vie d'Hector Berlioz (Lélio) direction : Jérémie Rhorer, Le Cercle de L Harmonie, Festival Berlioz
- 2021 : L'Histoire du soldat d'Igor Stravinsky (Récitant ) : dir : julien Masmondet -Ensemble les Apaches - Pornic Casino de Pornic .
- 2022 : Béatrice et Bénédict d'Hector Berlioz ( récitant : dir John Nelson (chef d'orchestre) , Orchestre philharmonique de Strasbourg , Festival Berlioz .
- 2022 : GLORIA installation sonore de Bob Wilson à la Sainte-Chapelle , Paris.
- 2023 : Enoch Arden op 38 de Richard Strauss avec Cédric Tiberghien au Festival international de musique de Colmar .
- 2023 : Le Songe d'une nuit d'été, direction : Jérémie Rhorer - Le Cercle de l’harmonie - Chœur de chambre de Namur - au  Festival de Beaune .
- 2024 : Jeanne d'Arc au bûcher (Frère Dominique) de Arthur HoneggerDirection : Alan Gilbert,Berliner Philharmoniker,MDR Rundfunkchor, vokalhelden, Philharmonie de Berlin,Berlin
- 2024|:Jeanne d'Arc au bûcher ( Frère Dominique) de Arthur Honegger .Direction : Alain Altinoglu , Hr-Sinfonieorchester , Wiener Singverein, Alte Oper Frankfurt ( Allemagne) , Philharmonie de Paris , (France ) , Musikverein (Vienne) ( Autriche) ,  Elbphilharmonie ( Hambourg - Allemagne)

#### Metteur en scène
- 2001 : Les Juives de Robert Garnier, théâtre du Marais
- 2004 : Le Privilège des chemins de Fernando Pessoa, Studio-Théâtre de la Comédie-Française / IRCAM
- 2007 : Rigoletto de Giuseppe Verdi, Opéra national de Bordeaux
- 2008 : Così fan tutte de Wolfgang Amadeus Mozart, théâtre des Champs-Élysées
- 2010 : L'École des femmes de Rolf Liebermann, Opéra national de Bordeaux
- 2011 : Anna Bolena de Gaetano Donizetti, Opéra de Vienne, Autriche, avec Anna Netrebko, Elīna Garanča (DVD/Blu-ray : Deutsche Grammophon)
- 2012 : Erzuli Dahomey, déesse de l'amour de Jean-René Lemoine, Comédie-Française, théâtre du Vieux-Colombier
- 2012 : Così fan tutte de Wolfgang Amadeus Mozart, reprise théâtre des Champs-Élysées
- 2012 : Anna Bolena de Gaetano Donizetti, reprise, Opéra de Vienne tournée au Japon, avec Edita Gruberova, Sonia Ganassi, Luca Pisaroni à Tokyo

## Filmographie

### Cinéma
- 1992 : Lorsque tu recevras ces fleurs... (ex-Le bouquet) (court métrage de 21'32) de Guy Perra : Pierre
- 1995 : Jefferson à Paris de James Ivory : l'aristocrate libéral
- 2001 : Le Chien, le chat, le cibachrome (court métrage) de Didier Blasco : Damien
- 2018 : La Collection (court métrage) d'Emmanuel Blanchard : Victor Gence
- 2021 : Guermantes de Christophe Honoré : lui-même
- 2021 : L'Homme de la cave de Philippe Le Guay : Monsieur Martini
- 2023 : Le corps du délit de Léolo Victor-Pujebet

### Télévision
- 1989 : L'Article Onze de Jean-Christophe Averty
- 1993 : Le Droit à l'oubli (téléfilm) de Gérard Vergez : Christophe
- 1993 : La Place royale (téléfilm) de Benoît Jacquot (d'après Corneille) : Cléandre
- 2008 : La Ballade de Kouski d'Olivier Langlois
- 2019 : Les Sauvages (mini série télévisée) de Rebecca Zlotowski : le juge d'instruction
- 2021 : Les Liaisons scandaleuses de Priscilla Pizzato

## Distinctions

### Décorations
- Chevalier de l'ordre des Arts et des Lettres
- Ordre des Arts et des Lettres